# James Ferguson (Astronom, 1710)

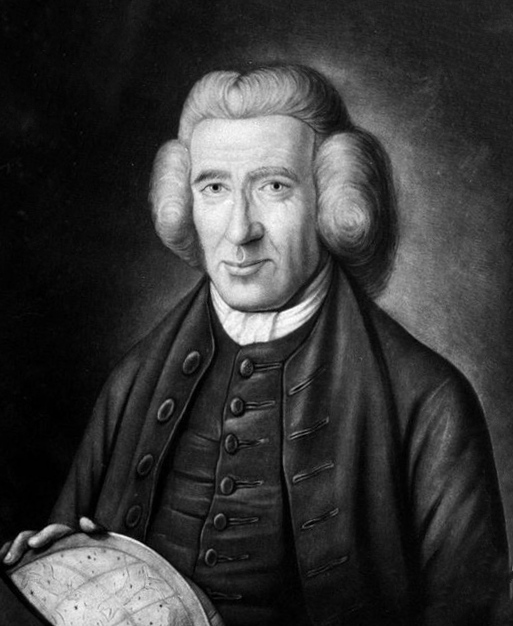
James Ferguson

James Ferguson (* 25. April 1710 in Keith, Banff; † 16. November 1776 in Edinburgh) war ein schottischer Astronom und Mechaniker.

## Leben
Ferguson hütete in seiner Jugend die Schafe aus dem Besitz seiner Familie und fand erst, als er durch Porträtmalerei ein gewisses eigenes Auskommen erlangen konnte, die Gelegenheit zu eigener wissenschaftlicher Beschäftigung.
Sein Hauptwerk ist die Astronomy explained upon Sir Isaac Newton’s principles (London 1756). Seine Selected mechanical exercises (London 1773) enthalten eine Autobiografie.
1770 wurde er zum Mitglied der American Philosophical Society gewählt.
Der Asteroid (5625) Jamesferguson wurde 2014 nach ihm benannt.